# Beebe
Beebe – miasto w Stanach Zjednoczonych, w stanie Arkansas, w hrabstwie White. 

## Nazwa
Nazwane na cześć biznesmena i polityka Roswella Beebe.